# Who's Your Lady Friend?
Pour plus de détails, voir Fiche technique et Distribution.
Who's Your Lady Friend? est un film britannique réalisé par Carol Reed, sorti en 1937.

## Synopsis
Un chirurgien esthétique envoie son assistante chercher une cliente à la gare. Mais elle ne ramène pas la bonne personne. Il s'ensuit une série de quiproquos.

## Fiche technique
- Titre original : Who's Your Lady Friend?
- Réalisation : Carol Reed
- Scénario : Anthony Kimmins, d'après la pièce Der Herr ohne Wohnung de Béla Jenbach et Rudolf Österreicher
- Direction artistique : Erwin Scharf
- Photographie : Jan Stallich, Philip Tannura
- Montage : Ernest Aldridge
- Musique : Robert Stolz, Vivian Ellis
- Production : Martin Sabine
- Société de production : Dorian Film Productions
- Société de distribution : Associated British Film Distributors
- Pays d'origine :  Royaume-Uni
- Langue originale : anglais
- Format : Noir et blanc  — 35 mm — 1,37:1 — son mono
- Genre : Comédie
- Durée : 73 minutes
- Dates de sortie : Royaume-Uni : 30 juin 1937

## Distribution
- Frances Day : Lulu
- Victor Oliver von Samek : Docteur Mangold
- Betty Stockfeld : Mme Mangold
- Romney Brent : Fred
- Margaret Lockwood : Mimi
- Sarah Churchill : la bonne
- Marcelle Rogez : Yvonne Fatigay
- Muriel George (en) : Mme Somers
- Frederick Ranalow : le conducteur de taxi